# مناخ قاري

يعرف تصنيف كوبن للمناخ المناخات القارية على أنها ذات شهر أبرد معدله الشهري أقل من –3°م أو 0°م (حسب الحد المعياري) وأربعة أشهر متوسط درجة حرارة كل منها أعلى من 10 درجات مئوية. في نظام كوبن للمناخ، يحد المناخات القارية من الجنوب المناخ المعتدل (أبرد شهر أعلى من 0 مئوية، وأقل من 18 مئوية)، ومن الشمال يحدها المناخ القطبي (فقط 1 إلى 3 أشهر بمعدل درجة حرارة أعلى من 10 مئوية). عرف فلاديمير كوبن أيضاً المناخ القاري بوجود ثلوج على الأرض لمدة 30 يوم متتالية.
في المناخات القارية يكون هناك تغير سنوي ملحوظ في درجات الحرارة (صيف حار وشتاء بارد). وهو يقع في خطوط العرض ما بين (40 و55 شمالا)، حيث تأتي الريح السائدة على الأرض، ولا تجعل المسطحات المائية مثل البحار أو المحيطات درجات الحرارة معتدلة. يقع هذا المناخ في نصف الكرة الشمالي حيث الكتلة الترابية القارية الكبيرة اللازمة لتطور هذا النوع من المناخ الذي يغطي معظم شمال وشمال شرق الصين، شرق وجنوب شرق أوروبا والوسط والشرق العلوي بالولايات المتحدة.
في المناخات القارية، تكون كمية التساقطات معتدلة، مركزة أكثر في الشهور الدافئة. فقط مناطق قليلة تبدي معدل تساقطات كبيراً في الشتاء، مثل الشمال الغربي الهادئ في أمريكا الشمالية وفي إيران، شمال العراق، تركيا، أفغانستان، باكستان وآسيا الوسطى. جزء من التساقطات عبارة عن ثلوج تبقى على الأرض لأكثر من شهر. يمكن أن تحدث عواصف رعدية ودرجات حرارة معتدلة خلال الصيف، لكن على العموم يكون طقس الصيف أكثر استقراراً منه في الشتاء. وفيه أنواع مختلفة كالمناخ الرطب القاري.

## فصلي الربيع والخريف
تختلف معدلات درجات الحرارة الخريفية أو الربيعية حسب خط عرض أو ارتفاع المنطقة. مثلاً يمكن أن يأتي الربيع مبكرا في أوائل مارس في المناطق الجنوبية لهذا المناخ، أو أواخر مايو في شماله. يتراوح معدل التساقطات السنوي بين 600 مم و 1,200 مم، ويكون معظمها خلال فصل الشتاء عبارة عن ثلوج، ويكون باردا عكس الصيف الذي تكون درجات الحرارة فيه دافئة.

## تصنيف كوبن للمناخ
هناك مناطق عديدة ضمن تصنيف كوبن للمناخ تحمل صفة المناخ القاري، كمناخات Dfa وDwa (شتاء بارد وصيف حار، حرف "w" يبين وجود شتاء جاف خصوصاً في الصين) أو مناخات Dfb أو Dwb (شتاء بارد وصيف دافئ، نفس جفاف الشتاء). يوجد مناخي Dsa و Dsb في المرتفعات قرب المناخ المتوسطي. في بعض الحالات يمكن اعتبار المناخ الشبه القاحل مناخاً قاريا بالرجوع إلى شتائه البارد، حيث تكون درجات الحرارة مثل المذكور في التقديم أعلاه.

## دراسة المناخ
يتواجد المناخ القاري حيث الكتل الهوائية الباردة خلال فصل الشتاء، والكتل الهوائية الدافئة تحت ظروف أشعة الشمس العمودية وطول النهار الكبير، وذلك بعيداً عن أي تأثير بحري (أمثلة: أوماها (نبراسكا)، كازان بروسيا). معظم المناطق تكون دافئة خلال الصيف، مع درجات حرارة أشبه بالمناخات المدارية لكن أبرد خلال فصل الشتاء من أي مناخ آخر في نفس خطوط العرض.

## المناخات المجاورة
يجاور هذا المناخ مناطق بشتاء أقل قساوة وهو المناخ شبه المداري، والمناخ الشبه القاحل حيث تصبح التساقطات غير مناسبة للمروج العشبية. في أوروبا يمكن أن يتدرج هذا المناخ نحو المناخات المحيطية حيث تأثير الرياح البحرية من الغرب. يمكن اعتبار المناخ الشبه القطبي من نوع Dfc صنفا من المناخ القاري باعتبار الشتاء الطويل والجاف والشديد البرودة مع شهر واحد فقط معدله الحراري أعلى من 10 مئوية.

## قائمة المدن بهذا المناخ

### أمريكا الشمالية

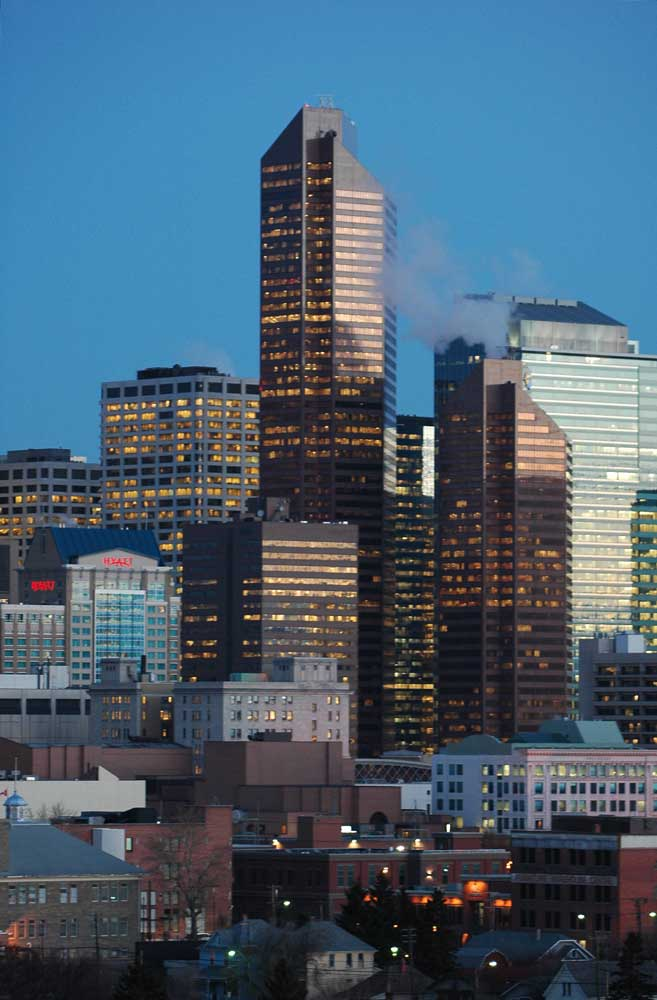
مجمع ناطحات السحاب سانكور في كالغاري.

- كندا: معظم مدن الجنوب من جبال الروكي إلى المحيط الأطلسي الكندي: ويسلر، برينس جورج، كاملوبس، كالغاري، إدمونتون، فورت ماكموراي، ساسكاتون، ريجاينا، وينيبيغ، كينورا، ثاندر باي، سو سانت ماري، غريتر سودبوري، نورث باي، تيمينز، سارنيا، لندن، كيتشنر، تورونتو، شلالات نياغارا، كينغستون، أوتاوا، فال دور، مونتريال، شيربروك، تروا ريفيير، مدينة كيبك، ساغينيه، سات إيل، فريدريكتون، مونكتون، هاليفاكس، تشارلوت تاون، سانت جونز.
- الولايات المتحدة: عبر كل شمال الولايات المتحدة، ضمنها مناطق في ألاسكا، وفي أقصى الجنوب في مرتفعات أوريغون، كاليفورنيا وأريزونا، وعبر جبال الأبلاش. أمثلة عن هذا المناخ: سبوكين، سووث لاك تاهوي، كارسون، فلاغستاف، أيداهو فولز، والاس، بيلينغز، شايان، سولت ليك، أسبين، دنفر، فارغو، سو فولز، أوماها، كانساس سيتي، دي موين، منيابولس، غرين باي، ميلووكي، شيكاغو، إنديانابوليس، ديترويت، سينسيناتي، كليفلاند، ياونغستون، بيتسبورغ، إيري، سكرانتون، ويلينغ، تشارلستون، أوكلاند، بون، بوفالو، روتشستر، هارتفورد، بوسطن، بورتلاند، أوغوستا، جونو، مدينة نيويورك.

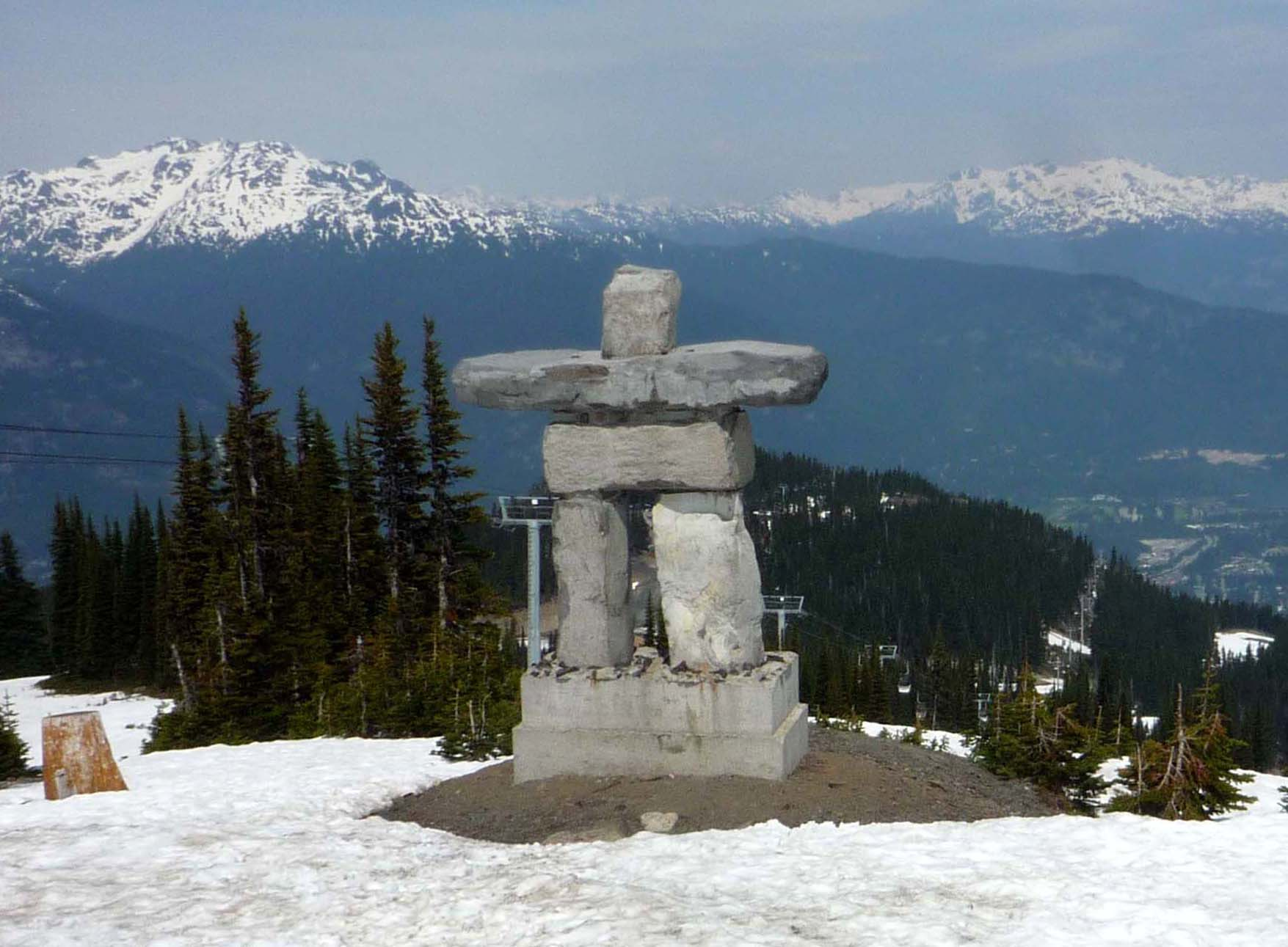
منحوتة إيلاناك، رمز أولمبياد 2010، على جبل ويسلر
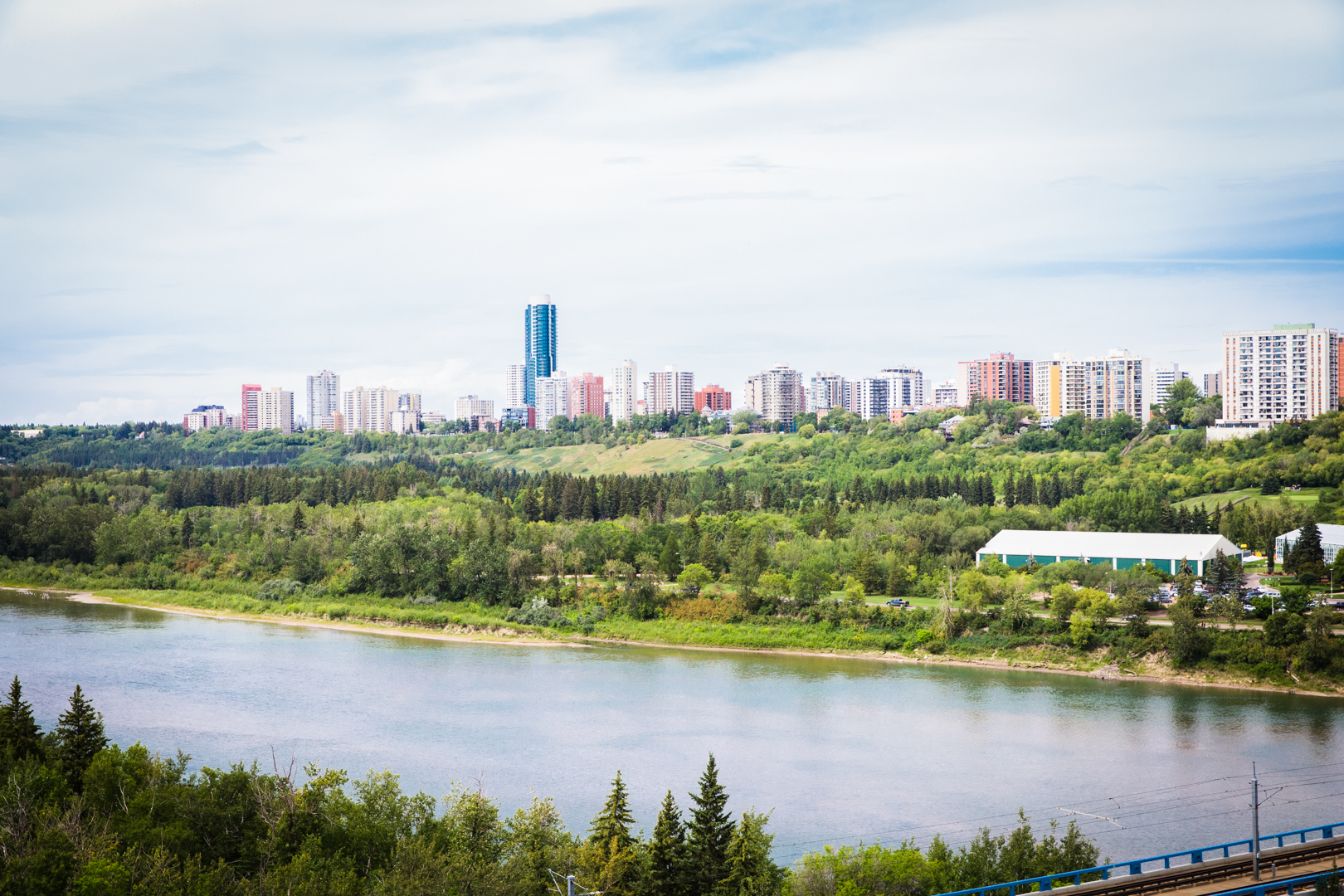
وادي نهر شمال ساسكاتشيوان في إدمونتون
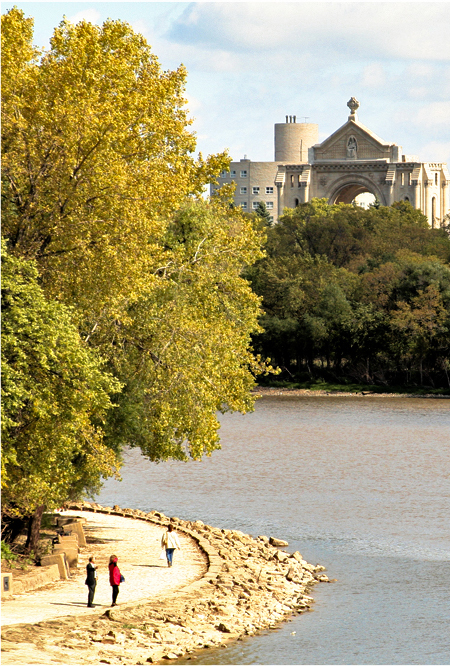
ذا فوركس في وينيبيغ مع كاتدرائية القديس بونيفاس في الخلفية
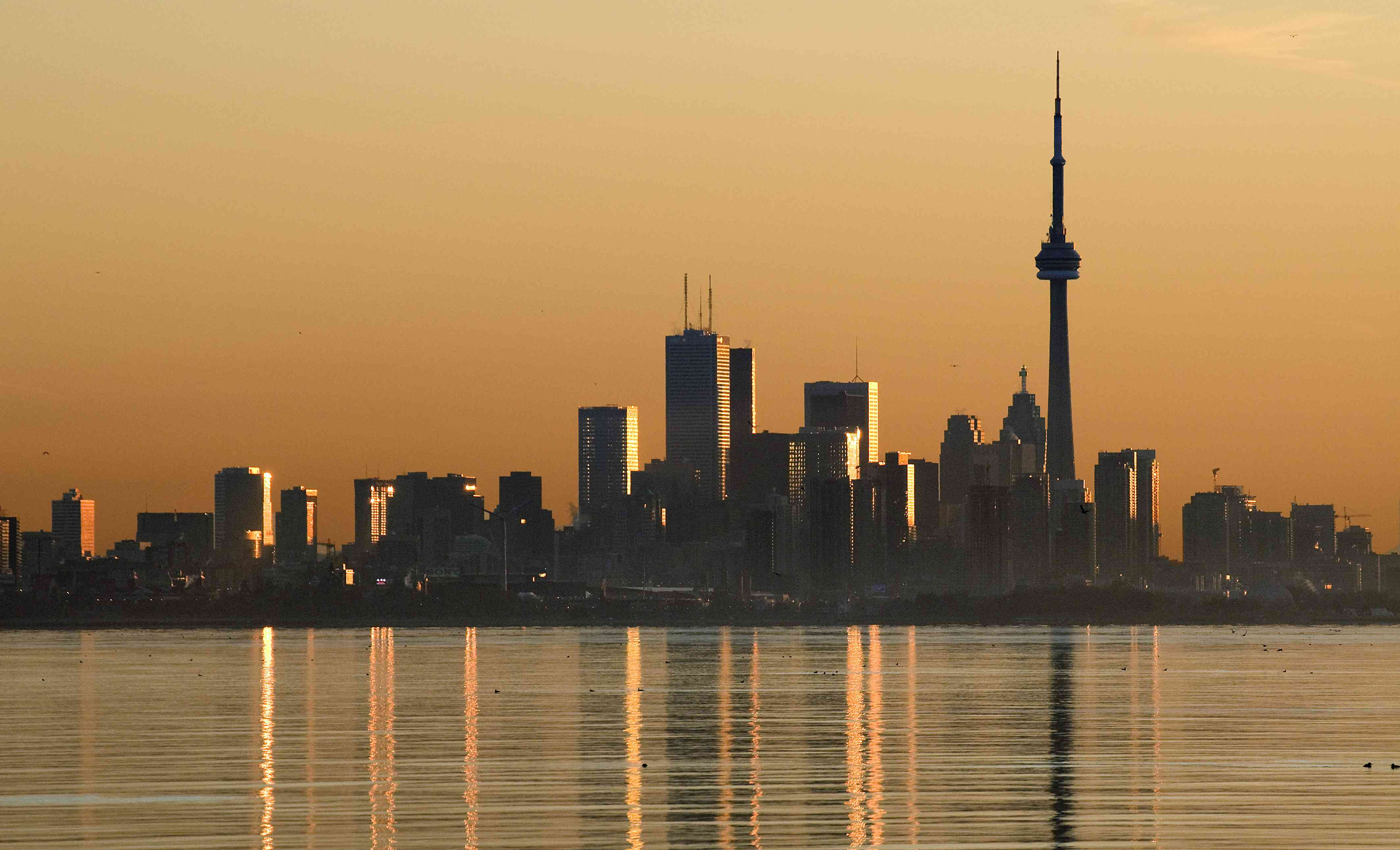
خط الأفق في تورنتو
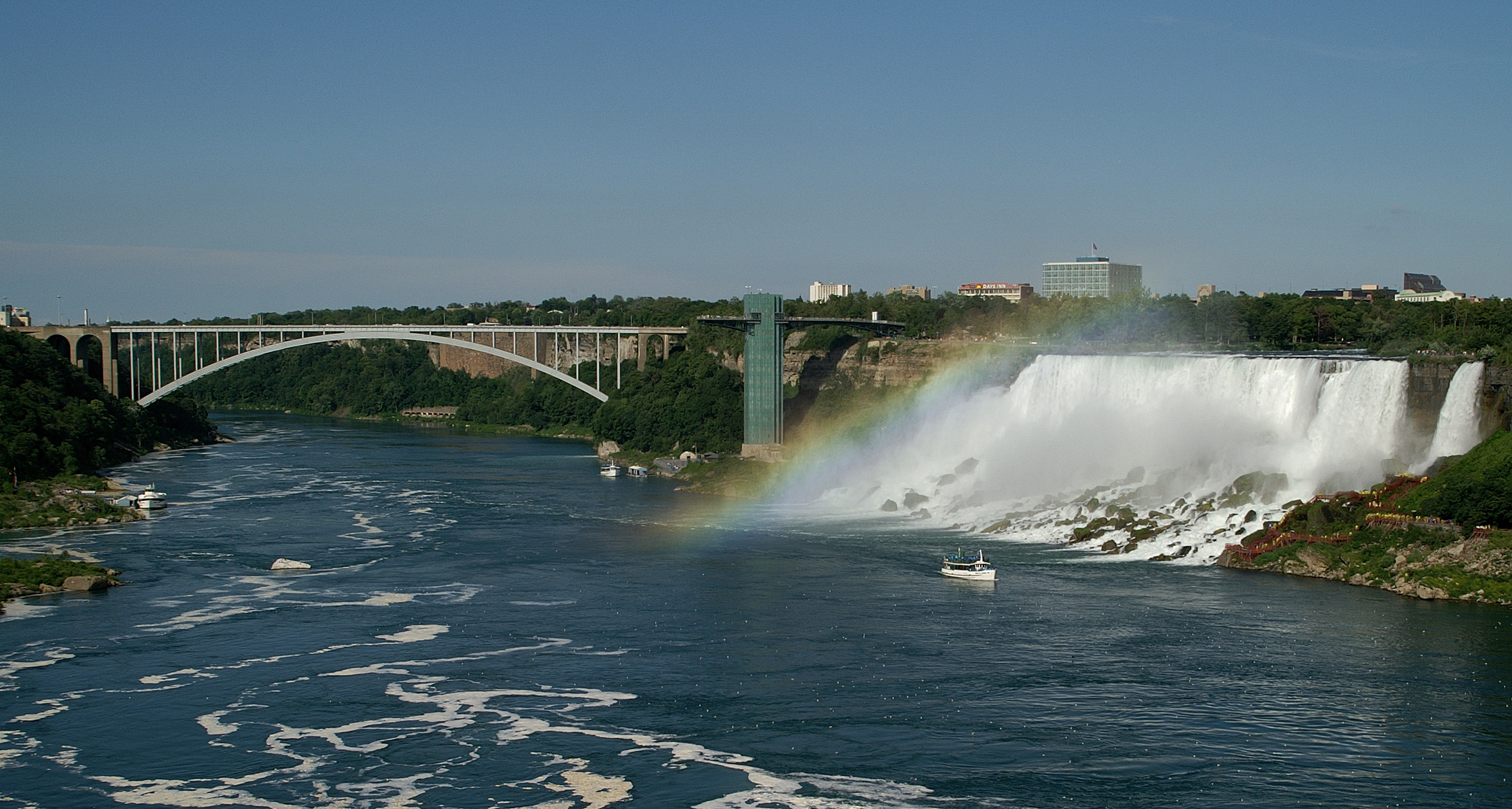
نهر رينبو في شلالات نياجرا
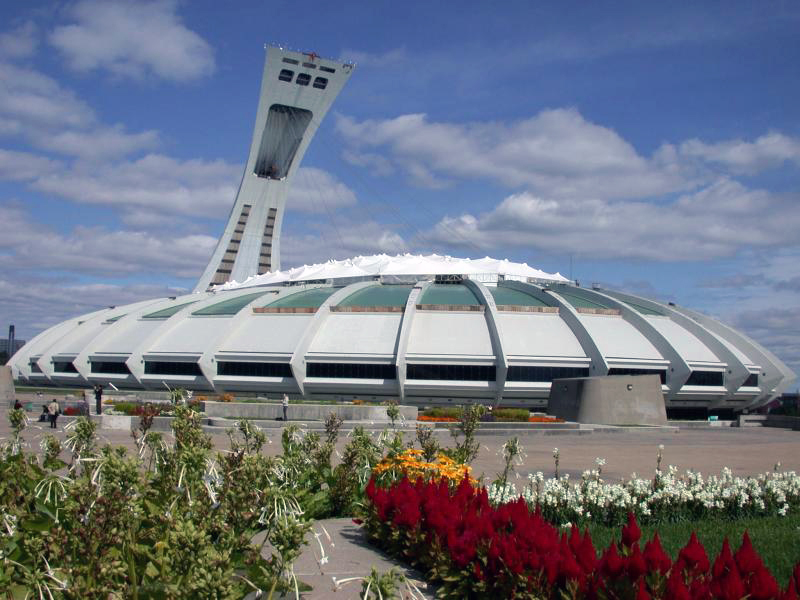
الملعب الأولمبي في مونتريال
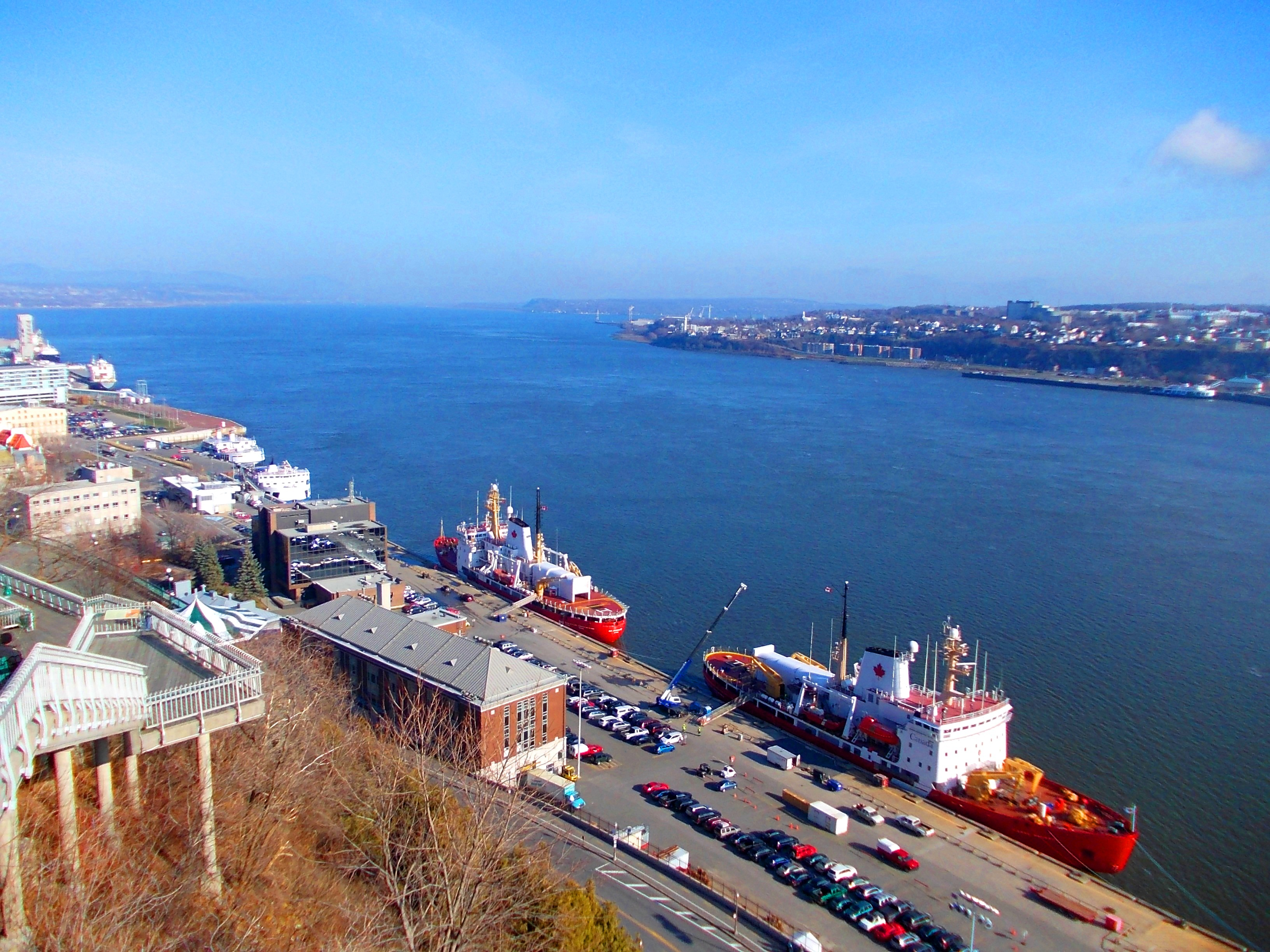
مرسى مدينة كيبك
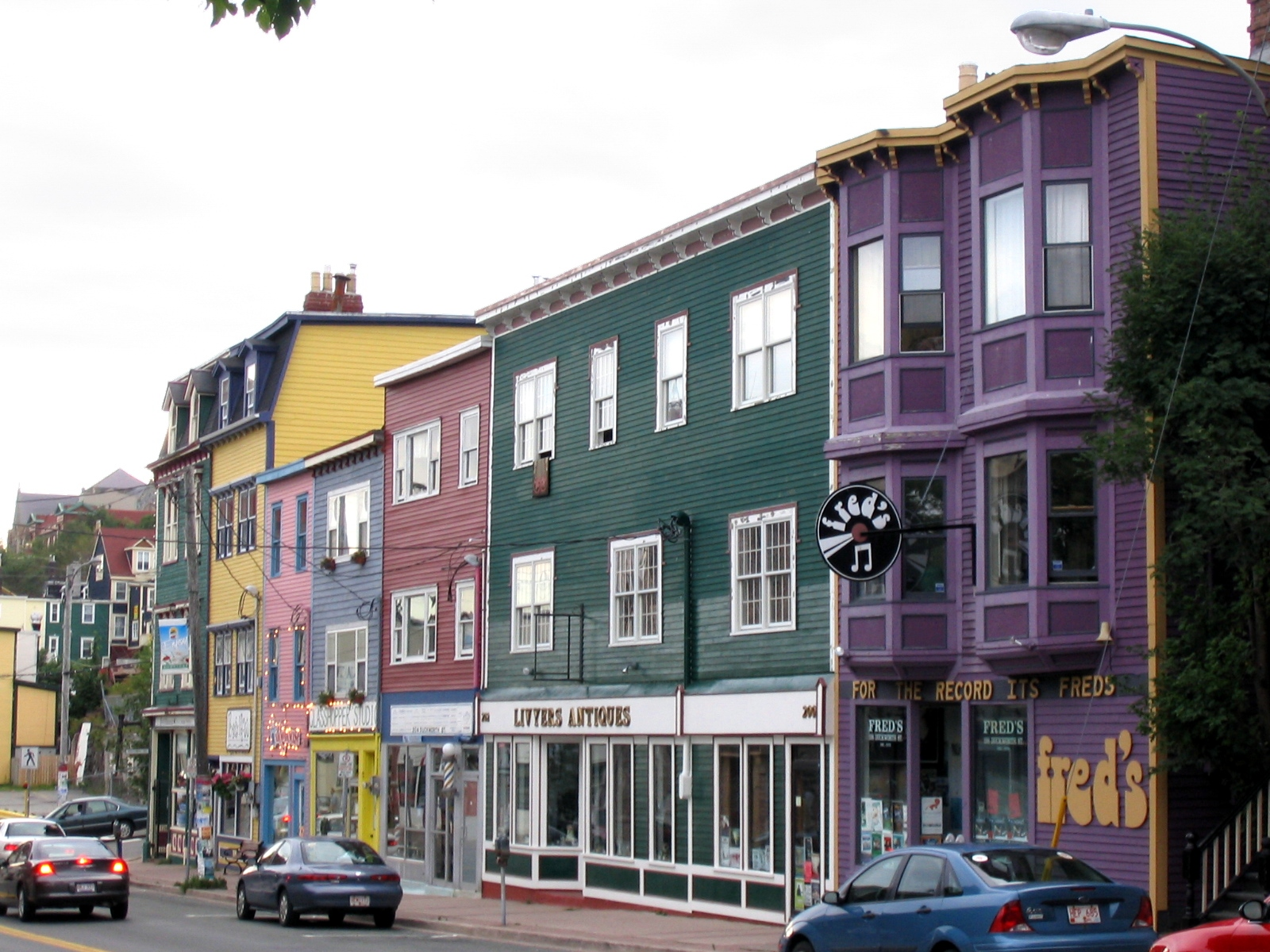
شارع داكوورث في سانت جونز
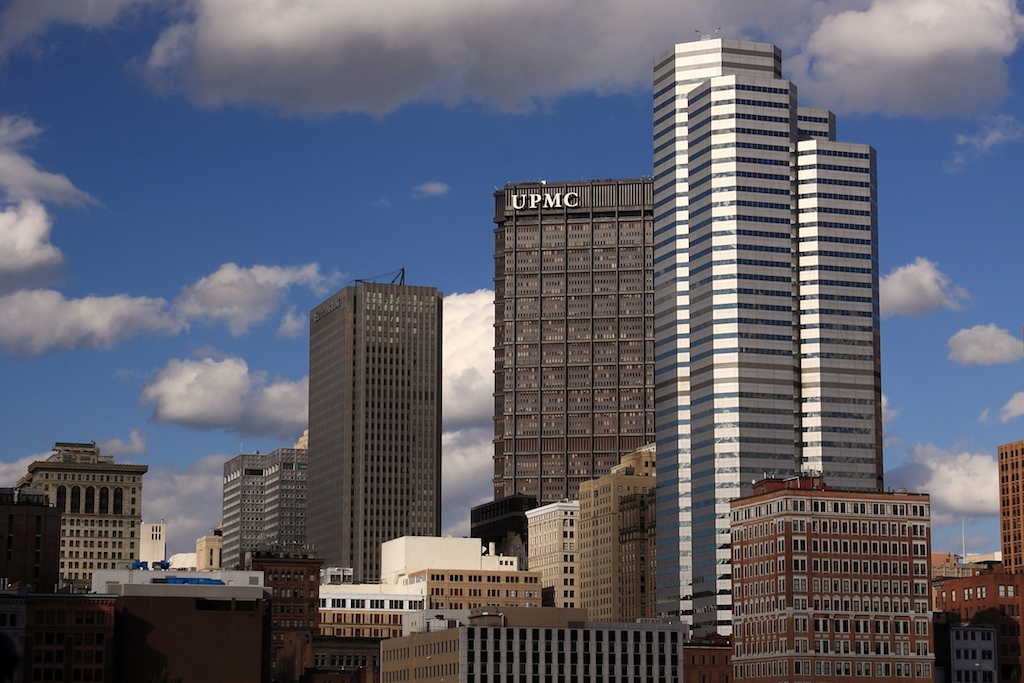
بيتسبورغ بالنظر من ستايشن سكوير
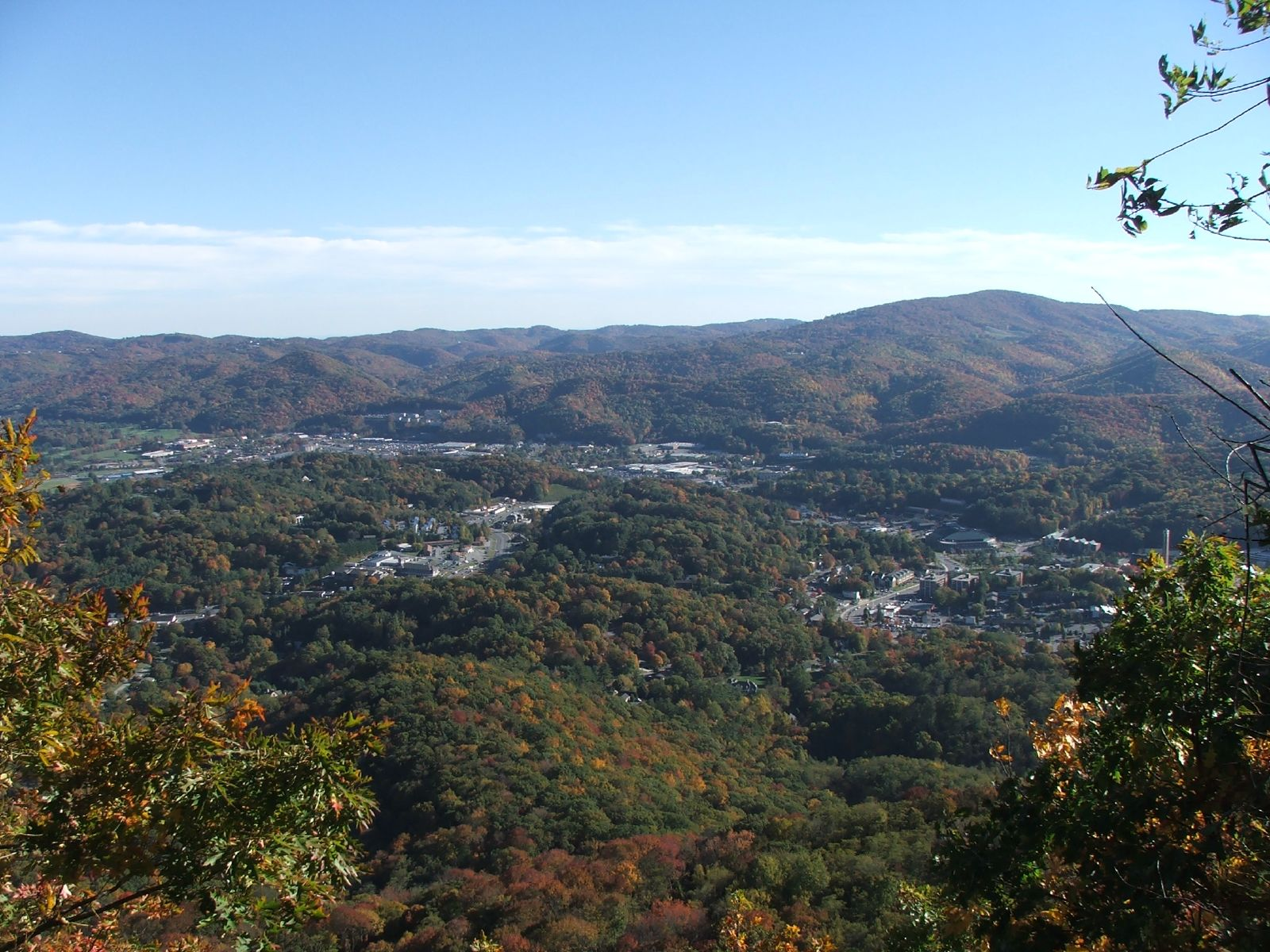
مدينة بون
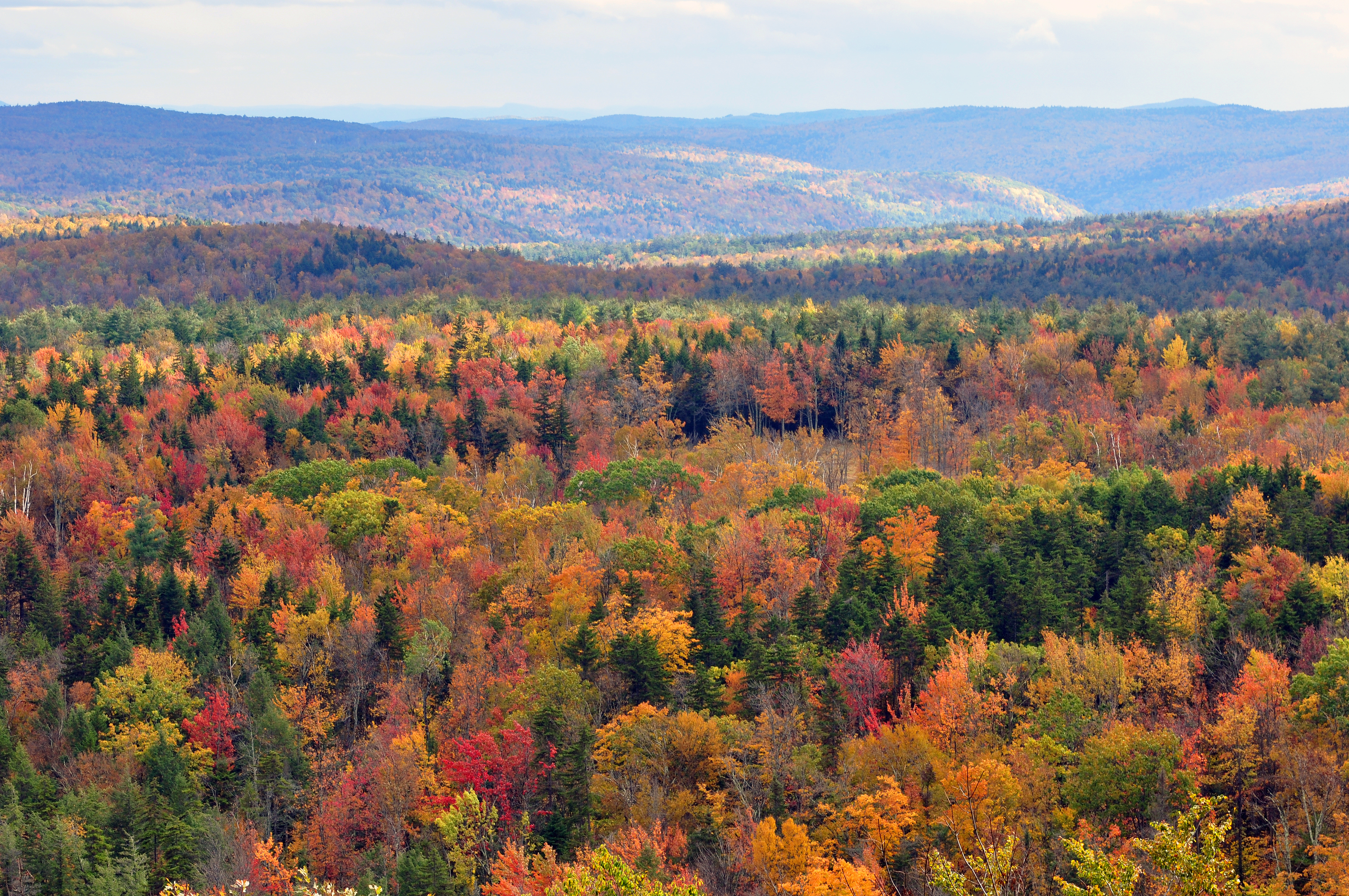
غابة مختلطة في فيرمونت خلال الخريف
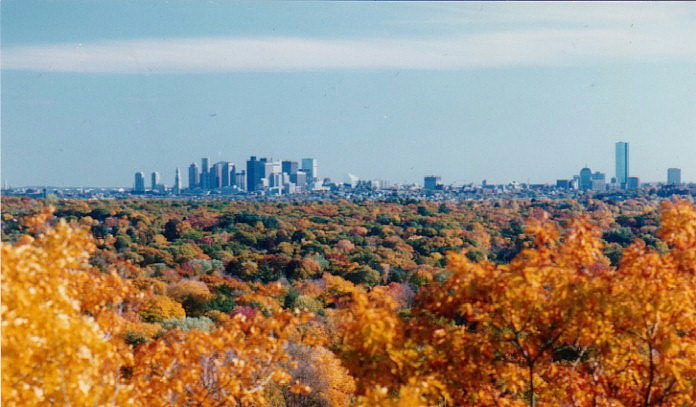
خط أفق بوسطن
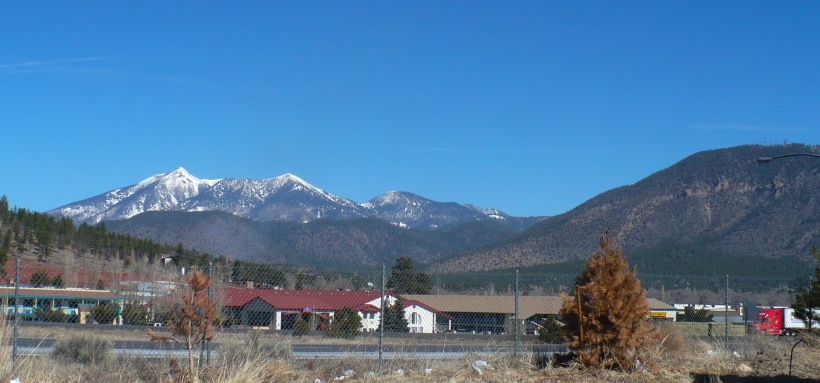
جبال سان فرانسيسكو

### أمريكا الجنوبية

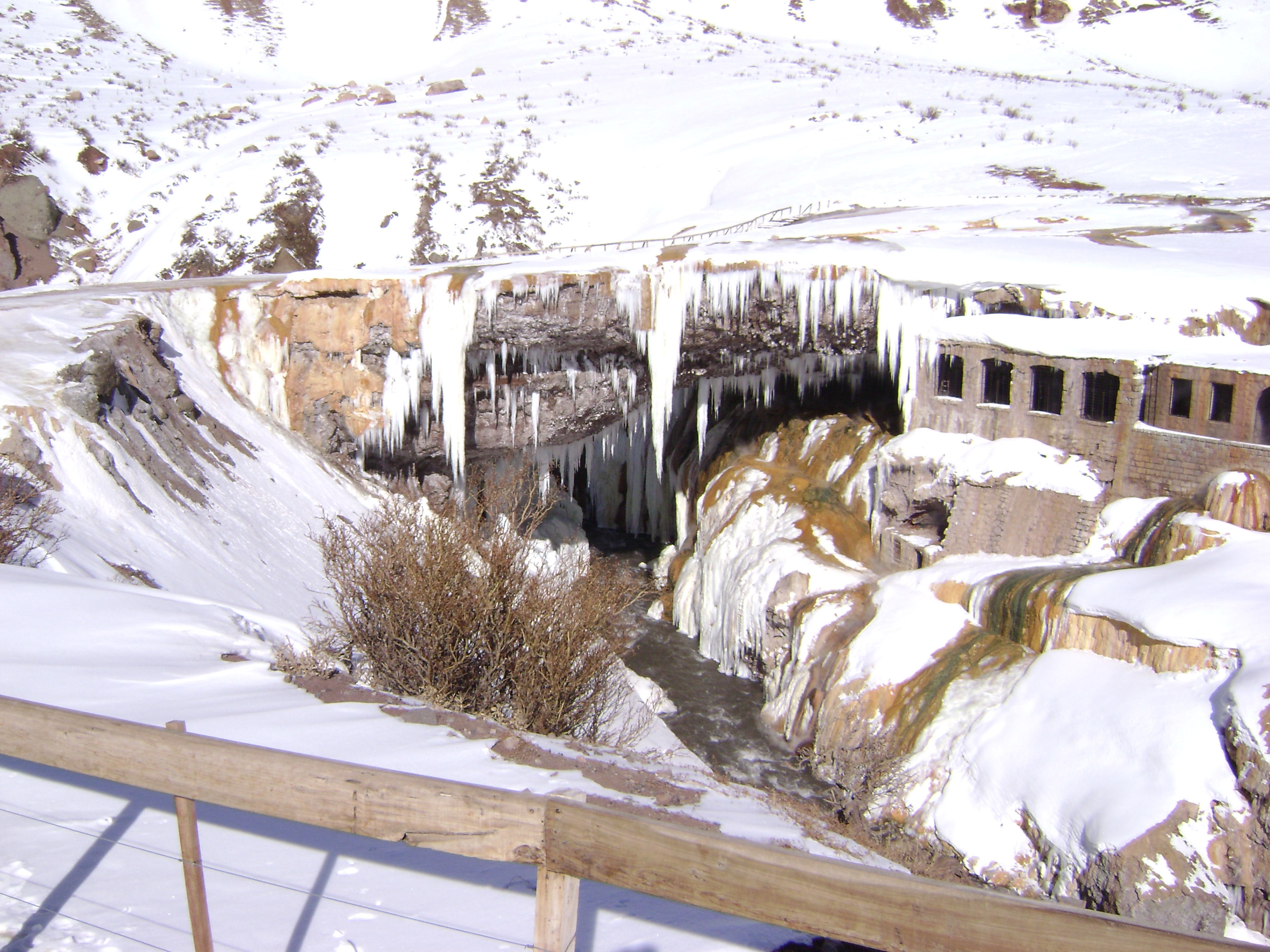
بوينتي ديل إنكا، في الأرجنتين خلال يوليو

- الأرجنتين: بوينتي ديل إنكا، مقاطعة ميندوزا
- تشيلي: بلماسيدا

### أوروبا

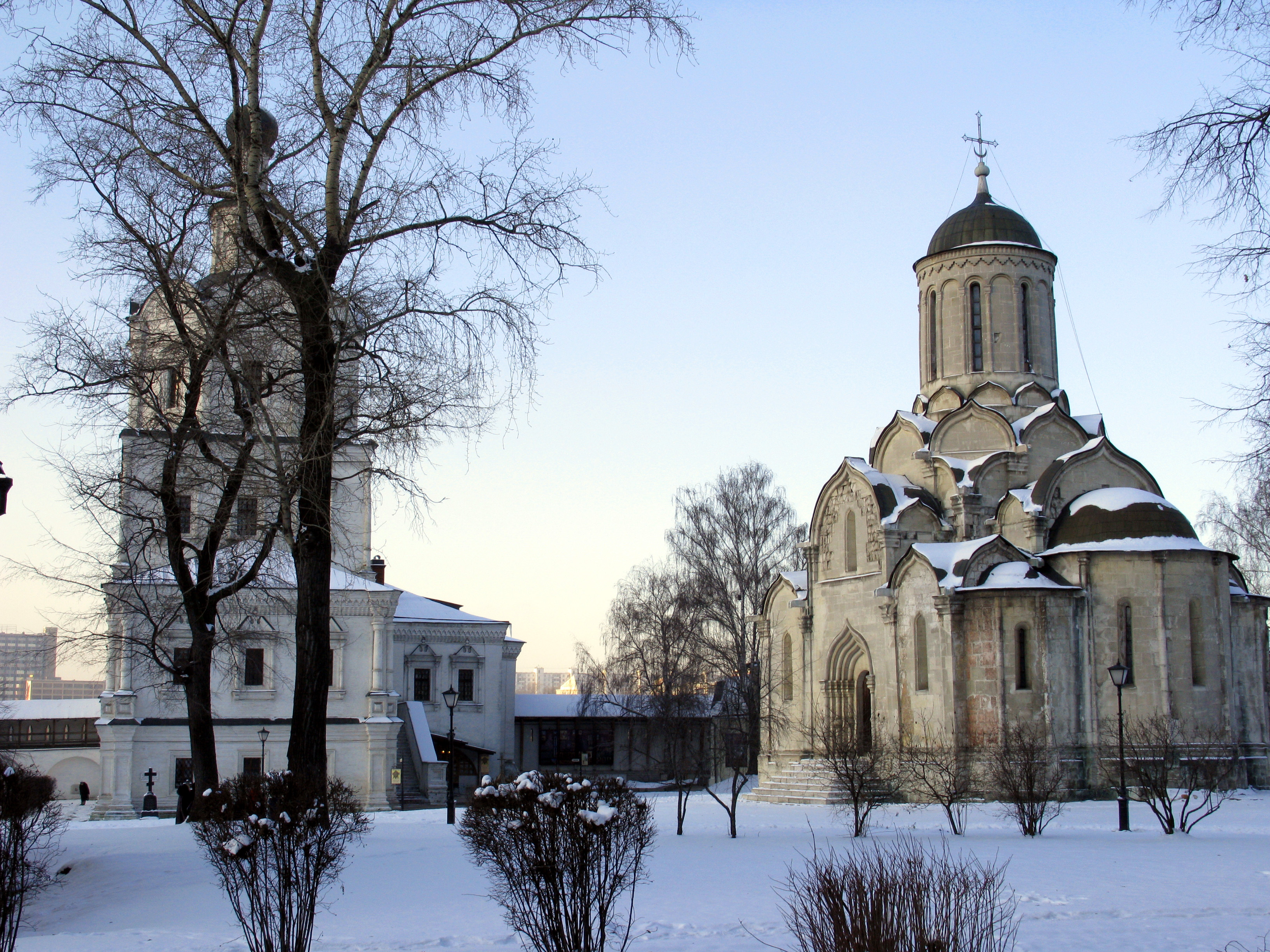
كاتدرائية سباسيكو في موسكو.

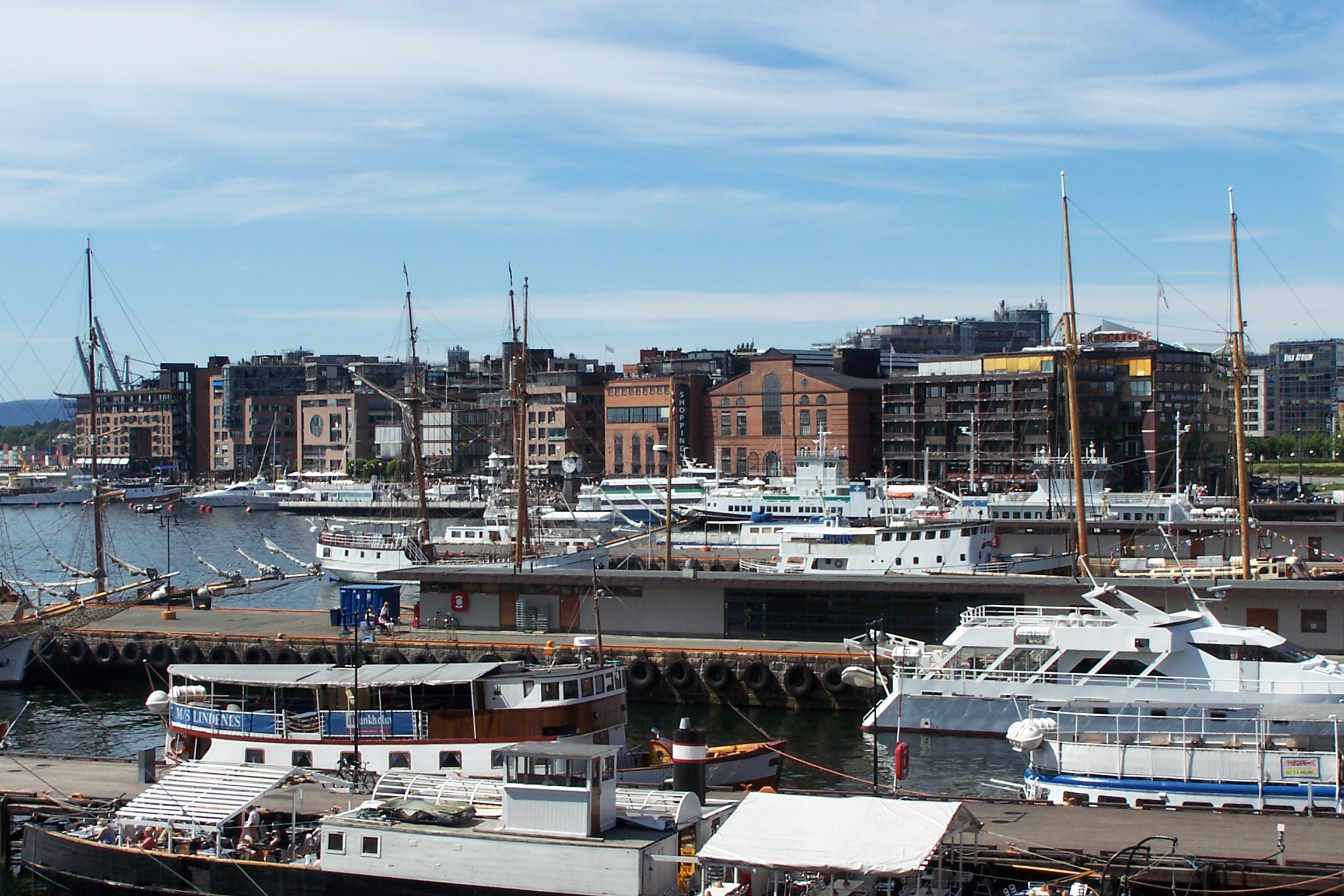
أكير بريغي في أوسلو.

- المملكة المتحدة: في بعض المرتفعات في  إسكتلندا: برايمار، ألتناهارا، دالويني وليدهيلز
- فرنسا: شامونيكس
- بلجيكا: برتريكس
- إيطاليا: برونيكو، كورتينا دامبيدزو
- النمسا: فيينا (يحدها مناخ محيطي ومناخ رطب شبه مداري)، إنزبروك، سالزبورغ (يحده مناخ محيطي)
- سويسرا: زوريخ (يحده مناخ محيطي)، لوزان، بيرن
- ألمانيا: برلين (يحده مناخ محيطي)، ميونخ، غارميش-بارتنكيرشن
- الدنمارك: كوبنهاجن (يحده مناخ محيطي)
- النرويج: أوسلو، تروندهايم، ليلهامر
- السويد: ستوكهولم، غوتنبرغ
- فنلندا: هلسينكي، توركو
- إستونيا: تالين
- لاتفيا: ريغا
- ليتوانيا: فيلنيوس
- بيلاروس: مينسك، غرودنو
- أوكرانيا: كييف، خاركيف، لفيف
- جمهورية التشيك: براغ
- بولندا: وارسو، فروتسواف، شتتين
- سلوفاكيا: براتيسلافا
- بلغاريا: صوفيا، بلفن
- كرواتيا: زغرب
- رومانيا: بوخارست
- البوسنة والهرسك: ساراييفو، بانيا لوكا (يحده مناخ رطب شبه مداري)
- مولدوفا: كيشيناو
- صربيا: بلغراد
- روسيا: عبر معظم جنوب روسيا ما عدا ساحل البحر الأسود: موسكو، سانت بيترسبورغ، كازان، نوفوسيبيرسك، أولان-أودي، أباكان، فلاديفوستوك.

### أفريقيا

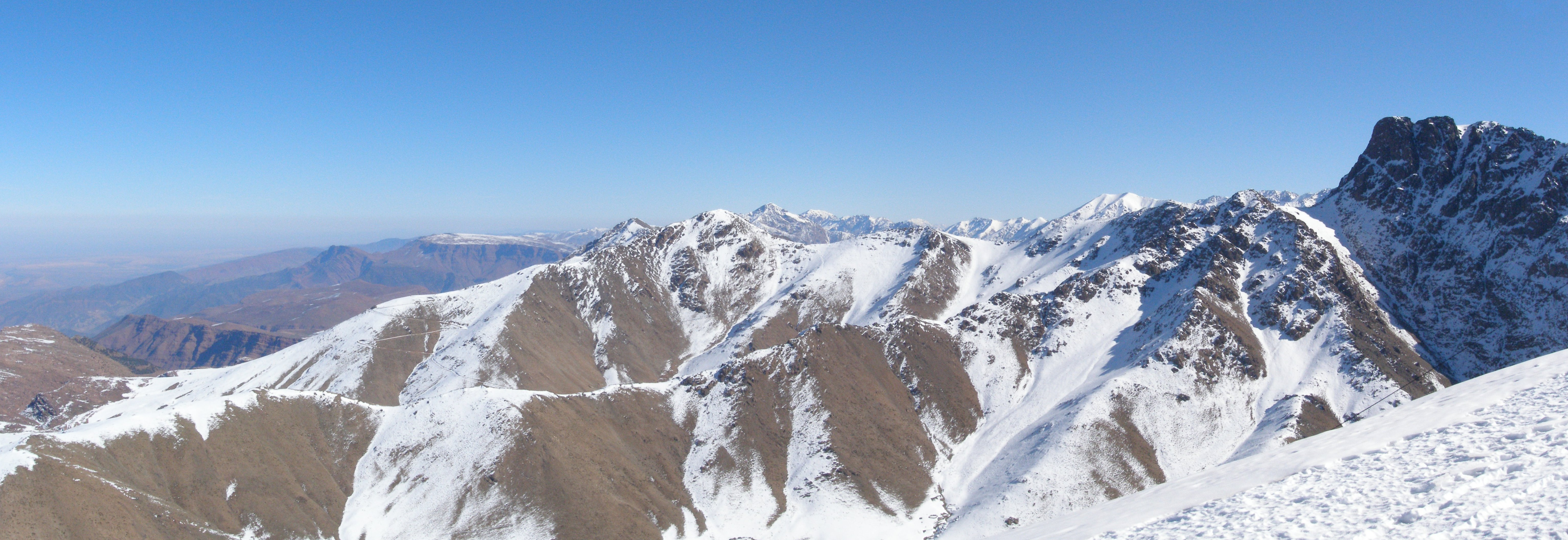
منظر جبل أوكايمدن في المغرب

- المغرب: أوكايمدن، خنيفرة، إملشيل وأزيلال،بويبلان.

### الشرق الأوسط

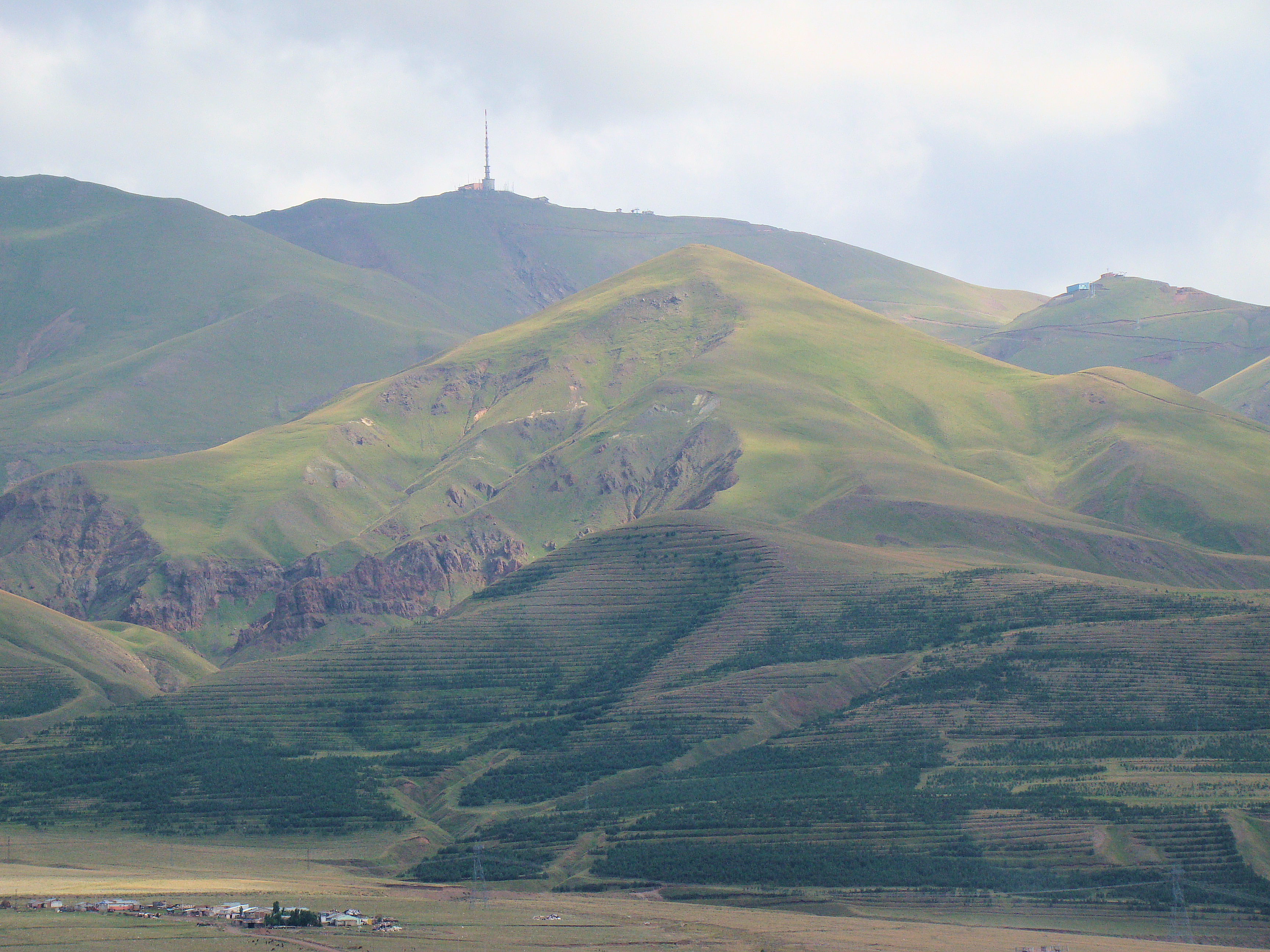
جبل بالاندوكان في أغسطس 2009 كما شوهد من مدينة إرزوروم.

- تركيا: هاكاري، موش، إرزوروم، أرداهان، سيفاس، يوكسكوفا، وان، قيصري، بولو
- إيران: سنندج، سقز، آراك، أردبيل، تبريز
- جورجيا: غوري
- أرمينيا: يريفان، غيومري
- أذربيجان: نخجوان

### آسيا

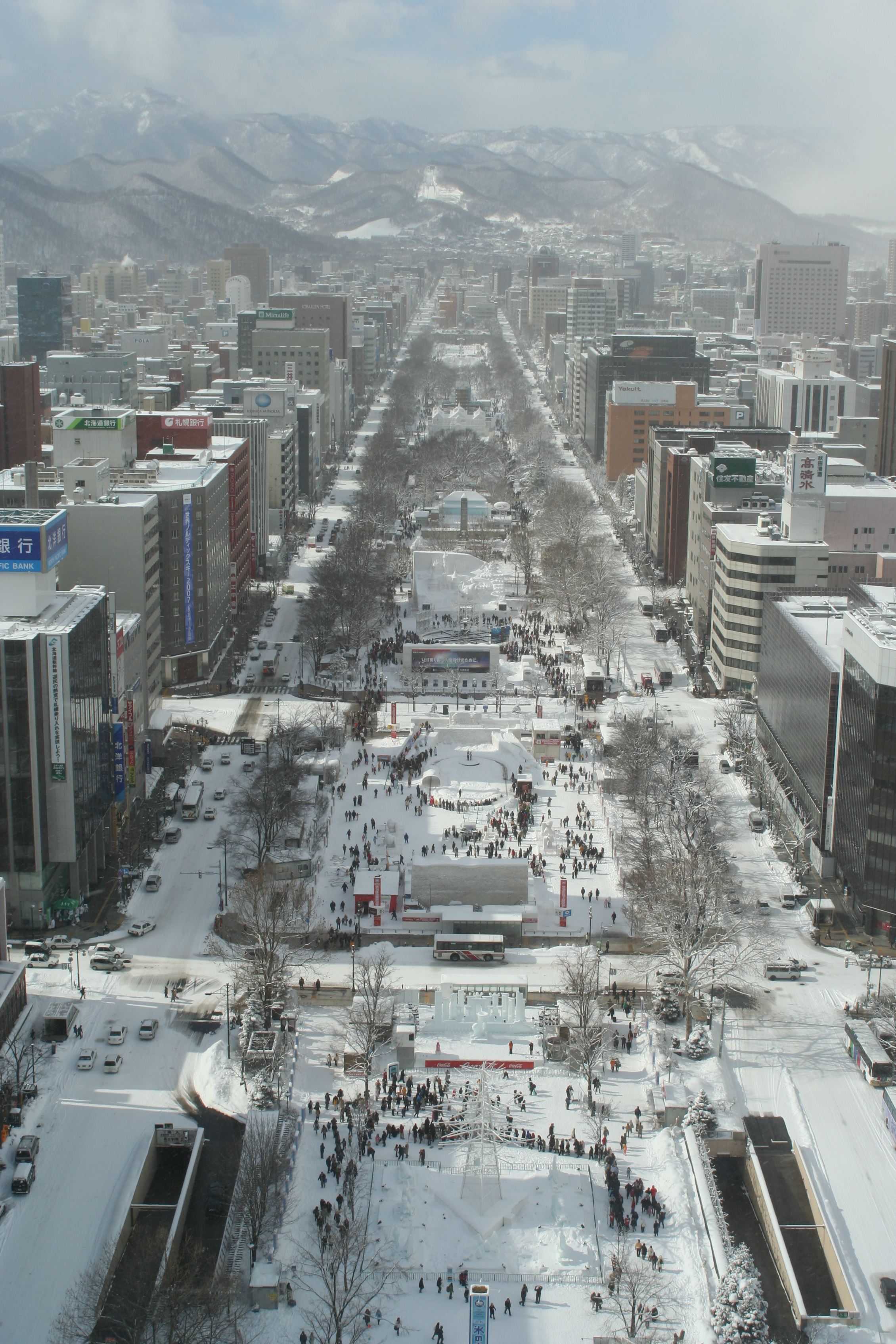
المدينة المثلجة سابورو.

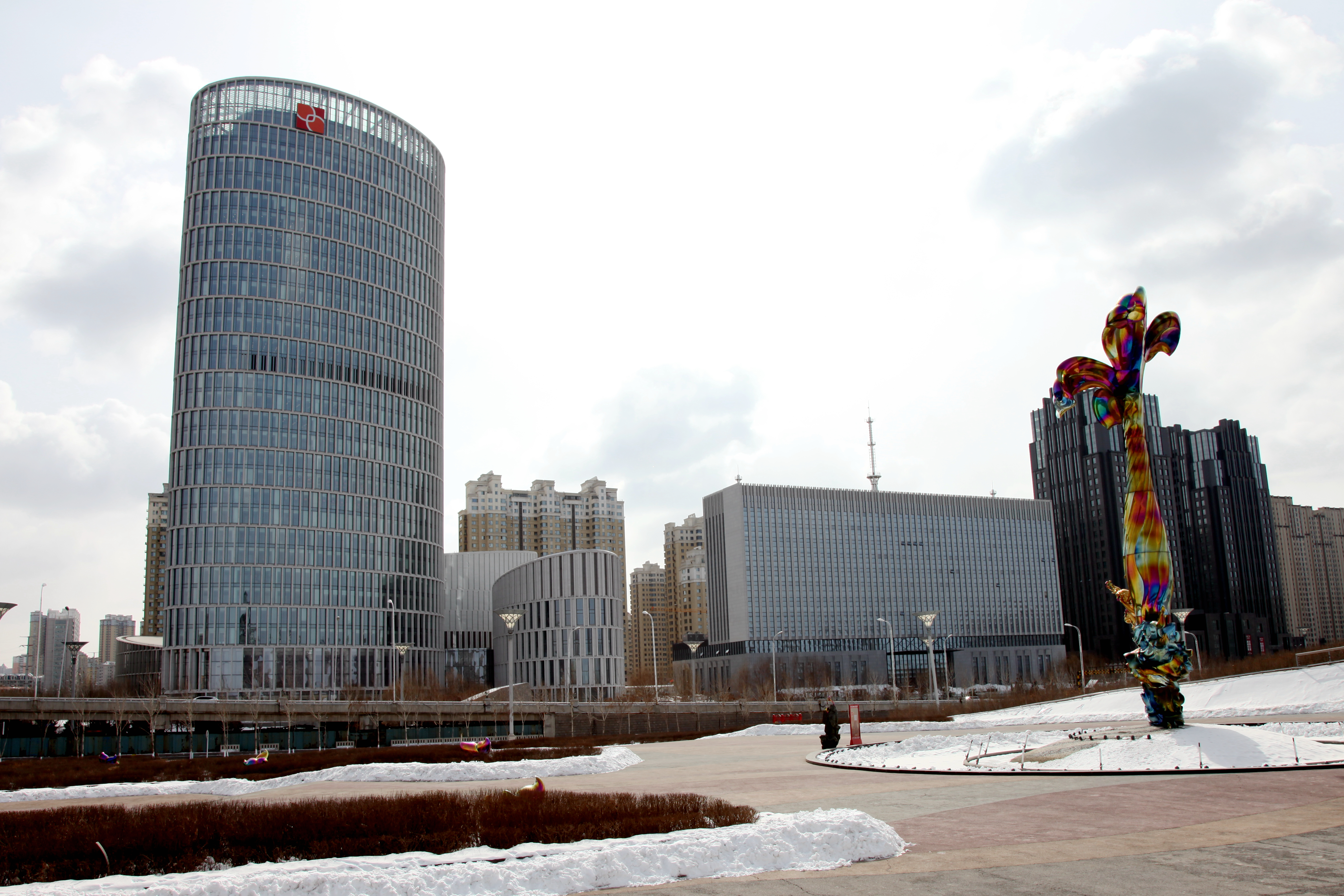
المكتب الرئيس لبنك هاربين.

- كازاخستان: أستانا، ألماتي، أوسكمان، أورال
- قرغيزستان: بشكيك، نارين
- أفغانستان: كابول
- أوزبكستان: نكوص، أنديجان
- باكستان: سكردو
- الهند: لياه، دراس
- منغوليا: أولان باتور، أولان غوم
- الصين: أورومتشي، شيجياتشوانغ، لهاسا، بيجين، هاربين، تيانجين، تشانغتشون، شينينغ
- كوريا الشمالية: بيونغ يانغ، نامبو
- كوريا الجنوبية: سيول، بيونغتشانغ
- اليابان: موجود غالبا في هوكايدو، وكذلك في المرتفعات اليابانية. أمثلة عن هذا المناخ: سابورو، أساهيكاوا، نايورو، كوشيرو، أوبيهيرو، كيتامي، أباشيري، واكاناي، ونيمورو.

### أوقيانوسيا

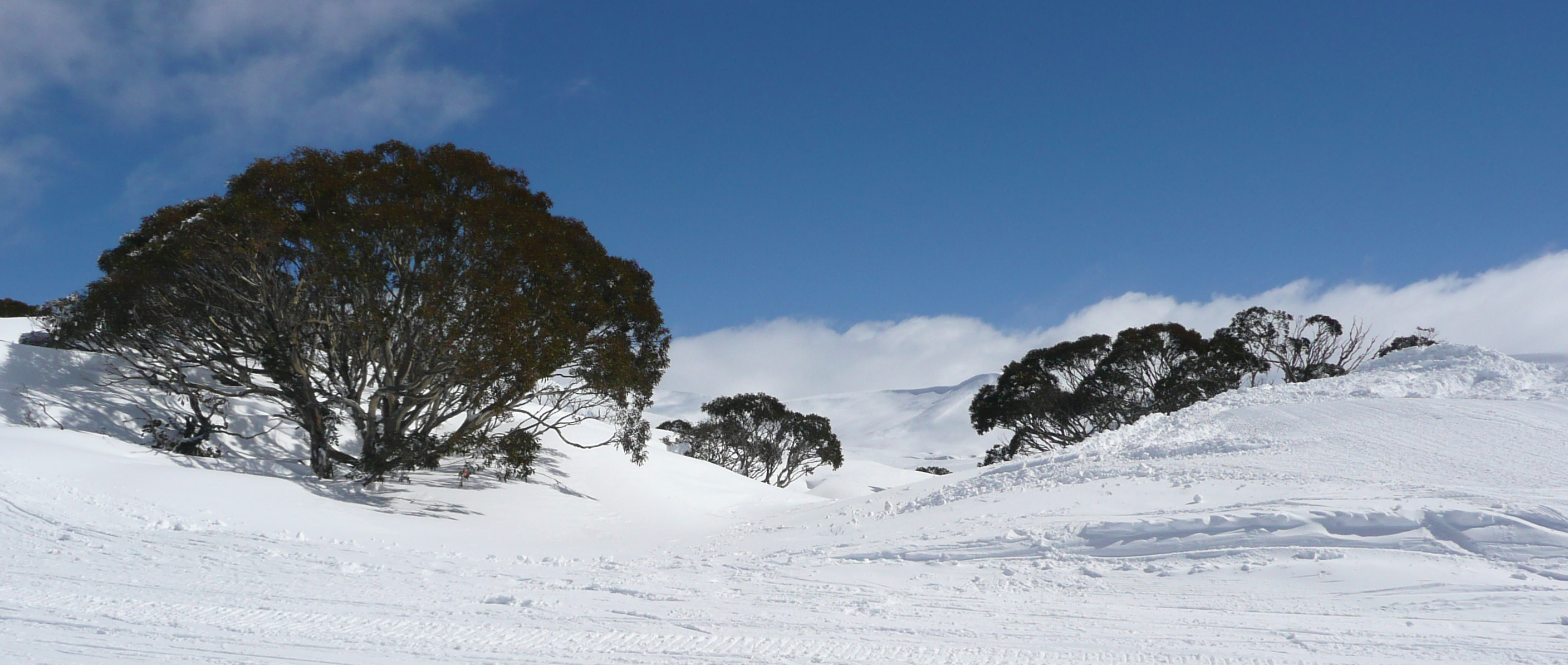
أرض تشارلوت باس مغطاة بالثلوج

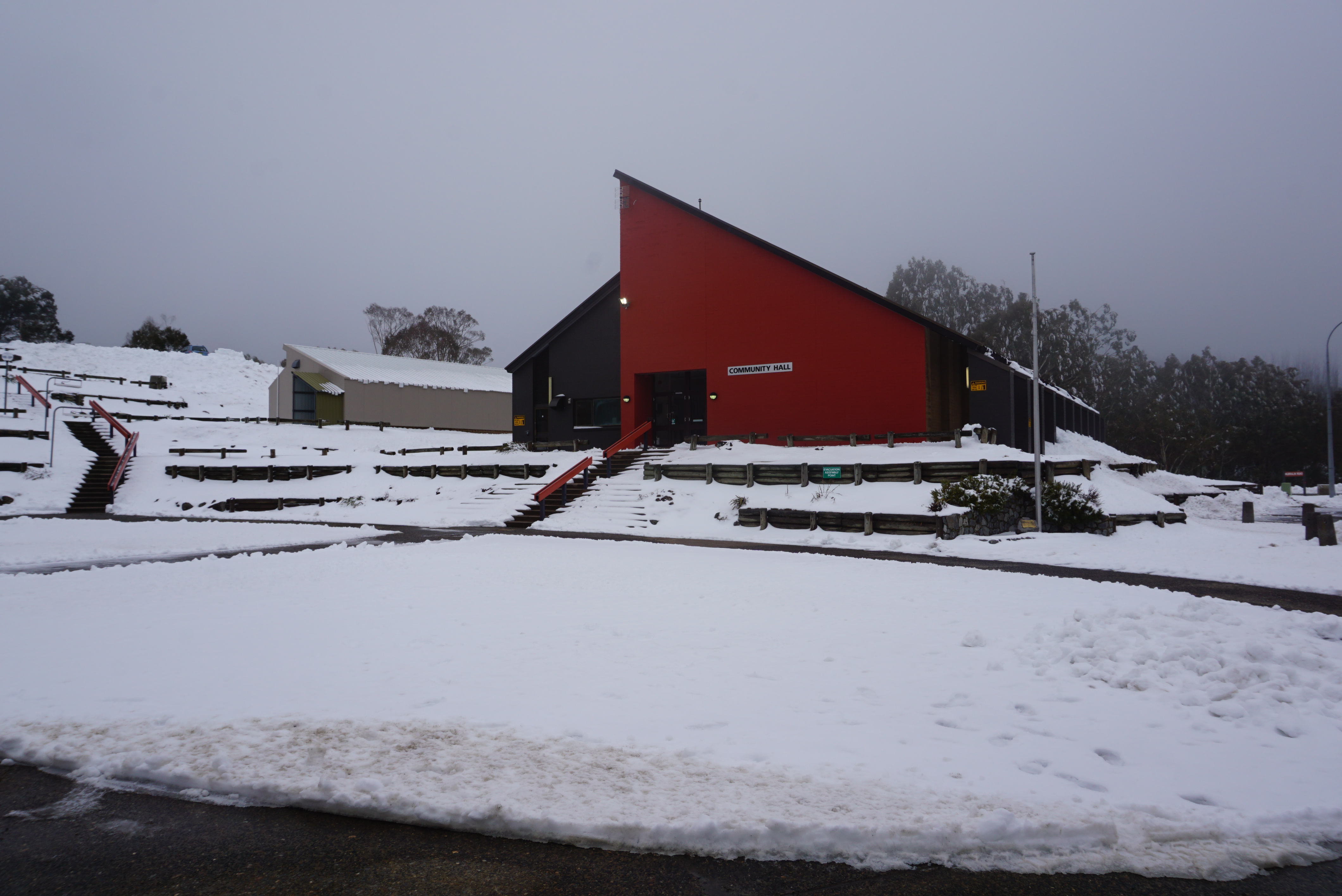
منزل في كارامبورا خلال الشتاء

- أستراليا: المرتفعات في جبال الألب الأسترالية بين فيكتوريا ونيوساوث ويلز وفي تاسمانيا.